# Alliance Française de Göteborg
Alliance Française de Göteborg bildades år 1892 som den tredje Alliance française-föreningen i Sverige.
Den anordnar föredrag och andra kulturella arrangemang på franska, och arrangemangen avslutas i regel med en gemensam middag.